# Roland R. Richter
Roland R. Richter (* 24. Januar 1934 in Pürstein, Tschechoslowakei) ist ein deutscher Maler, Grafiker und Hochschullehrer.

## Leben
Nach dem Abitur in Zwickau studierte Richter 1952 bis 1956 Kunsterziehung an der Karl-Marx-Universität Leipzig bei Elisabeth Voigt, Hans Schulze und Heinz Olbrich. 1956 begann er als wissenschaftlicher Assistent am Institut für Kunsterziehung, und es folgten erste eigene Ausstellungen in der Galerie Engewald zusammen mit Sieghard Pohl. 1959 bis 1961 arbeitete er zunächst als Kunsterzieher an der Comenius-Oberschule in Delitzsch, um 1961 erneut eine Lehrtätigkeit in Theorie und Methodik der Kunsterziehung, Kunstgeschichte und künstlerische Praxis auszuüben. Seine Dissertation schrieb er 1972 zum Thema Körper-Raum-Problem in der bildenden Kunst an der Universität Leipzig.
Seit 1975 widmete er sich den Studien zur Problematik des künstlerischen Qualitätsbegriffs. Grundlegende Veränderungen seines künstlerischen Konzepts waren die Übermalungen von Postkarten (Recyclingcards) mit Bezug auf Rainer Maria Rilkes Duineser Elegien und 1988 die experimentelle Malerei, hier insbesondere zur Interradisiena-Werkgruppe. Neben der Malerei begann er 1990 wieder mit den Arbeiten zu Film und Fotografie. Es folgten Dok-Film-Studien über Achim Freyer, Walter Weiße, Volkmar Kühn, Sieghard Pohl, Paul Fuchs und Horst Zickelbein.
Von 1974 bis 1990 gehörte er dem Verband Bildender Künstler der DDR an und ab 2012 dem Bund Bildender Künstler Leipzig e.V. Von 1993 bis zu seiner Emeritierung 1999 war Richter Leiter der Abteilung Künstlerische Praxis am Institut für Kunstpädagogik.
Studienreisen führten ihn in die CSSR, nach Bulgarien, Ungarn, in die BRD, nach Chicago, Kalifornien, New York, in die Provence, nach London, Paris sowie Cerro Balestro/Toskana.
Roland R. Richter ist mit der Malerin Marianne M. Richter verheiratet. Er lebt und arbeitet in Leipzig.

## Werkbereiche
- 1954–1985: Landschaft, (zum Beispiel Öl auf Pappe, Öl/Tusche auf Pappe, Öl auf Hartfaser)
- 1954–1985: Porträt, (zum Beispiel Öl auf Pappe, Tempera/Öl/Pastell auf Leinwand, Guache)
- 1952–2011: Stillleben, (zum Beispiel Öl auf Pappe, Öl auf Hartfaser, Tempera/Öl auf Hartfaser)
- 1955–2009: Thematisches, (zum Beispiel Öl auf Pappe, Tempera/Öl auf Leinwand, Öl/Eitempera)
- 1952–1977: Zeichnungen, (zum Beispiel Tusche, Aquarell, Bleistift, Farbstift, Gouache auf Packpapier)
- 1955–1991: Grafik, (Linolschnitt, Farbstifte über Siebdruck, Radierung)
- 1999–2003: Filmstill/California, (filmstills)

## Ausstellungen (Auswahl)
- 1958: Leipzig, Kunsthandlung Engewald, mit Sieghard Pohl
- 1989: Leipzig, Wort und Werk, Übermalungen und andere Arbeiten auf Papier,[2]
- 1991: Galerie im Hörsaalgebäude, Universität Leipzig,
- 2004: Galerie der Telekom Leipzig, mit Filmabend,[3]
- 2008: Galerie Glowka, Delitzsch,
- 2013: Freyburg (Unstrut), WEGE und UMWEGE,[4]
- 2014: Leipzig, Galerie Süd, Umbrüche – Bilder aus 6 Jahrzehnten,[5][6]
- 2016: José Carreras-Haus Leipzig